# Матлешей (Флорида)
Матлешей (англ. Matlacha) — переписна місцевість (CDP) в США, в окрузі Лі штату Флорида. Населення — 598 осіб (2020).

## Географія
Матлешей розташований за координатами 26°37′58″ пн. ш. 82°4′22″ зх. д. / 26.63278° пн. ш. 82.07278° зх. д. (26.632765, -82.072847).  За даними Бюро перепису населення США в 2010 році переписна місцевість мала площу 1,78 км², з яких 0,52 км² — суходіл та 1,26 км² — водойми.

## Демографія
Згідно з переписом 2010 року, у переписній місцевості мешкало 677 осіб у 404 домогосподарствах у складі 195 родин. Густота населення становила 380 осіб/км².  Було 626 помешкань (351/км²).
Расовий склад населення:
| - 98,7 % — білих - 0,4 % — азіатів - 0,3 % — чорних або афроамериканців |

До двох чи більше рас належало 0,6 %. Частка іспаномовних становила 1,0 % від усіх жителів.
За віковим діапазоном населення розподілялося таким чином: 5,0 % — особи молодші 18 років, 54,1 % — особи у віці 18—64 років, 40,9 % — особи у віці 65 років та старші. Медіана віку мешканця становила 61,9 року. На 100 осіб жіночої статі у переписній місцевості припадало 103,3 чоловіків;  на 100 жінок у віці від 18 років та старших — 105,4 чоловіків також старших 18 років.
Цивільне працевлаштоване населення становило 307 осіб. Основні галузі зайнятості: науковці, спеціалісти, менеджери — 24,1 %, освіта, охорона здоров'я та соціальна допомога — 20,8 %, оптова торгівля — 16,3 %.